# 新拨镇
新拨镇是中华人民共和国河北省承德市围场满族蒙古族自治县下辖的一个行政建制镇。

## 行政区划
新拨镇下辖以下地区：
新拨村、二道河村、殷家店村、杨树沟村、新水泉村、大素汰村、旧拨村、碧柳村、白云皋村、岱尹上村、岱尹下村、银沟村和骆驼头村。